# Susie Arioli

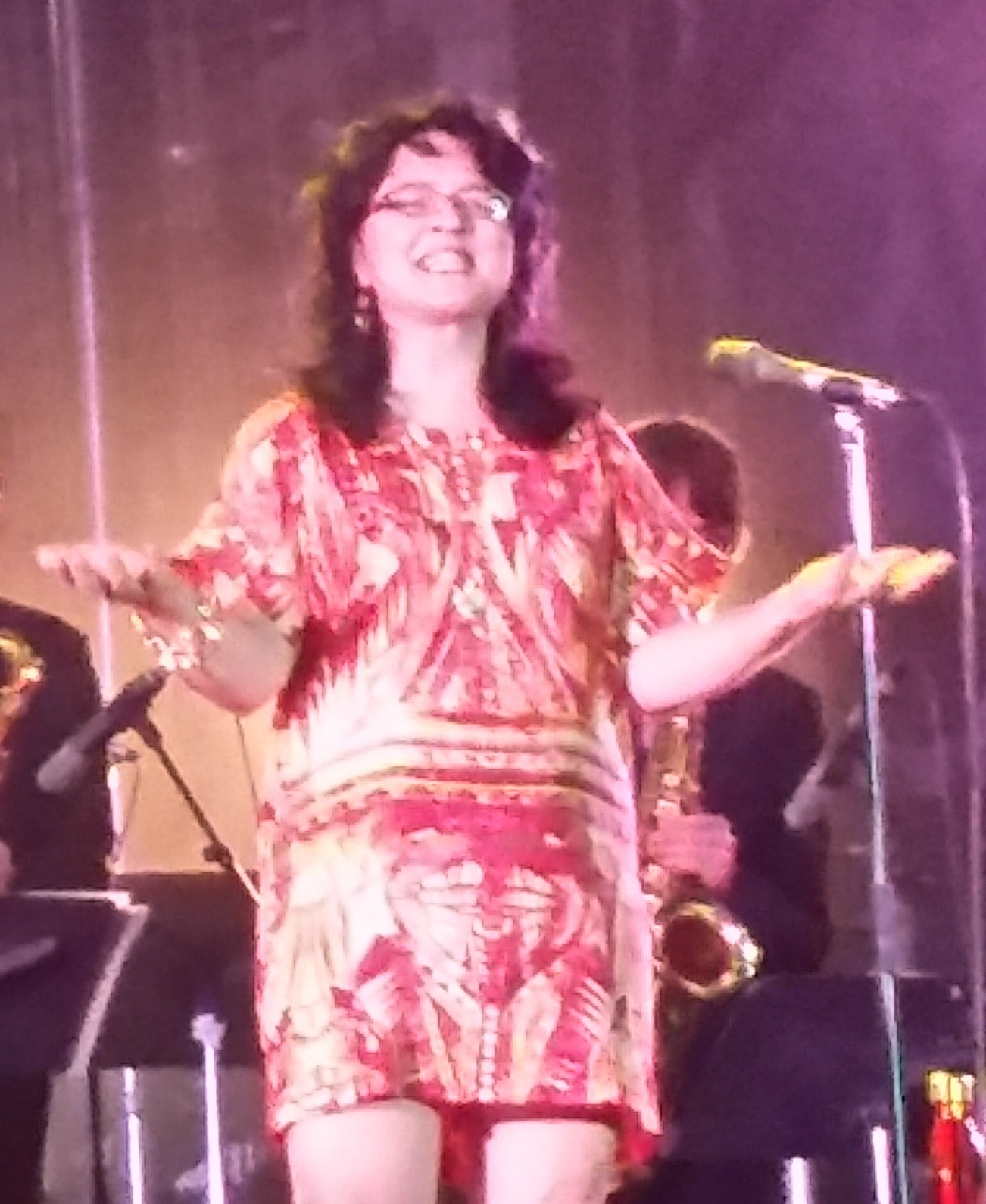
Susie Arioli, 2014

Susie Arioli (* 19. Dezember 1963 in Toronto) ist eine kanadische Blues- und Jazzsängerin aus Montreal. Sie wurde für drei Juno Awards nominiert.

## Werdegang
Susie Arioli hatte in verschiedenen Jazzclubs in Montreal gesungen, als sie den Gitarristen Jordan Officer bei einer Jamsession unter der Leitung von Stephen Barry traf. Gemeinsam gründeten sie die Susie Arioli Band. Ihre erste große Chance kam 1998; nach einer erfolgreichen Open-Air-Show wurden sie von den Veranstaltern des Montreal International Jazz Festival gefragt, ob sie als Vorgruppe von Ray Charles auftreten möchte. Der Eröffnungs-Auftritt der Band fand die Aufmerksamkeit der Jazz-Kritik in Montreal. Bald nach dem Konzert veröffentlichte die Band ihr Debütalbum It’s Wonderful.
Susie Arioli hat mehrere Juno-Nominierungen erhalten. Ihr zweites Album, Pennies from Heaven, war die letzte Aufnahme des Jazzpianisten Ralph Sutton. Ihr drittes Album, That’s for Me, wurde von John Snyder produziert. Ihr viertes Album Learn to Smile Again war ein Ausflug in die Countrymusic und präsentierte sechs Songs von Country-Songwriter Roger Miller. Mit dem fünften Album Night Lights kehrte sie zum Jazz zurück und präsentierte eine Sammlung von Jazz-Standards. Bei allen Alben von Susie Arioli wirkte der Gitarrist Jordan Officer mit.
In einem Artikel in der Zeitschrift Atlantic Monthly wurde Arioli von dem Jazzkritiker Francis Davis 2006 als ein aufstrebendes Jazz-Talent gewürdigt.

## Diskografische Hinweise
- It’s Wonderful (Justin Time 2000)
- Pennies from Heaven (Justin Time, 2002)
- That’s for Me (Justin Time, 2004)
- Learn to Smile Again (Justin Time, 2005)
- Live at Montreal International Jazz Festival (Justin Time, 2007)
- Night Lights (Jazzheads, 2008)
- Christmas Dreaming (Spectra, 2010)
- All the Way (Jazzheads, 2012)
- Spring (Spectra, 2015)[3]